# Malkhaz Urjukashvili
Pas d'image ? Cliquez ici

a Compétitions nationales et continentales officielles uniquement.

b Matchs officiels uniquement.
Dernière mise à jour le 9 octobre 2013.
Malkhaz Urjukashvili (en géorgien : მალხაზ ურჯუკაშვილი et phonétiquement en français : Malkhaz Ourdjoukachvili), né le 24 septembre 1980 à Tbilissi, est un joueur géorgien de rugby à XV évoluant au poste d'ailier. Il joue en équipe de Géorgie et évolue au sein de l'effectif du SC Decazeville depuis 2012.

## Biographie
À l'âge de 17 ans, Malkhaz Urjukashvili honore sa première cape internationale en équipe de Géorgie le 12 octobre 1997 contre l'équipe de Croatie.

## Palmarès
- Vainqueur du championnat européen des nations en 2008 et 2010.

## Statistiques en équipe nationale
- 69 sélections en équipe de Géorgie depuis 1997.
- 313 points (17 essais, 45 pénalités, 1 drop, 45 transformations)
- En Coupe du monde :
  - 2007 : 4 sélections (Argentine, Irlande, Namibie, France), 1 transformation (contre la France)
  - 2003 : 3 sélections (Angleterre, Samoa, Uruguay), 2 pénalités
  - 2011 : 1 sélection (Argentine)